# Club Atlético Atenea
El Club Atlético Atenea es una institución deportiva peruana dedicada al voleibol, fundada en Lima el 12 de enero de 2021. Desde su creación, ha participado activamente en diversas competiciones locales y nacionales, logrando ascender a la Liga Nacional Superior de Voleibol en febrero de 2024.

## Historia
El club fue establecido durante la pandemia de COVID-19 por un grupo de amigas apasionadas por el voleibol y la mitología griega, inspirándose en la diosa Atenea para su nombre. Iniciaron sus entrenamientos en Santa Catalina. En su primer año de competencia oficial en la Liga de Vóleibol de San Isidro, el club clasificó a la fase final del Torneo Akira Kato, obteniendo el campeonato en 2023 y ascendiendo a la Segunda División. En la LNIV 2024, Atlético Atenea compitió en la Serie A, conformada por equipos de Lima. Tras una fase de grupos y rondas eliminatorias, el club avanzó al cuadrangular final. En esta etapa, enfrentó a Kazoku No Perú, Atlético Faraday y Star Net. Atlético Atenea ganó todos sus partidos, logrando el primer lugar y el ascenso a la LPV.

## Jugadoras destacadas
El equipo ha contado con la participación de jugadoras de renombre en el voleibol peruano. Entre ellas se encuentra Elena Keldibekova, armadora de origen kazajo nacionalizada peruana, quien se unió al club en 2024. Otra integrante destacada es Hilary Palma, exjugadora de la selección nacional, que se desempeña como líbero en el equipo.